# Copa do Mundo de Esqui Alpino de 1985
A Copa do Mundo de Esqui Alpino de 1985 foi a 19º edição da Copa do Mundo, ela foi iniciada em dezembro de 1984 na Itália e finalizada em março de 1985 nos Estados Unidos.
O luxemburguês Marc Girardelli venceu no masculino, enquanto no feminino a suíça Michela Figini foi a campeã geral.